# Арлінгтон (Айова)
Арлінгтон (англ. Arlington) — місто (англ. city) в США, в окрузі Фаєтт штату Айова. Населення — 419 осіб (2020).

## Географія
Арлінгтон розташований за координатами 42°44′56″ пн. ш. 91°40′16″ зх. д. / 42.74889° пн. ш. 91.67111° зх. д. (42.748787, -91.671048).  За даними Бюро перепису населення США в 2010 році місто мало площу 2,72 км², уся площа — суходіл.

## Демографія
Згідно з переписом 2010 року, у місті мешкало 429 осіб у 191 домогосподарстві у складі 122 родин. Густота населення становила 158 осіб/км².  Було 212 помешкання (78/км²).
Расовий склад населення:
| - 98,8 % — білих - 0,7 % — корінних американців - 0,2 % — азіатів |

До двох чи більше рас належало 0,2 %. Частка іспаномовних становила 0,0 % від усіх жителів.
За віковим діапазоном населення розподілялося таким чином: 20,0 % — особи молодші 18 років, 61,6 % — особи у віці 18—64 років, 18,4 % — особи у віці 65 років та старші. Медіана віку мешканця становила 45,5 року. На 100 осіб жіночої статі у місті припадало 97,7 чоловіків;  на 100 жінок у віці від 18 років та старших — 85,4 чоловіків також старших 18 років.
Середній дохід на одне домашнє господарство  становив 67 557 доларів США (медіана — 41 500), а середній дохід на одну сім'ю — 84 128 доларів (медіана — 52 917). Медіана доходів становила 40 313 долари для чоловіків та 33 750 доларів для жінок. За межею бідності перебувало 13,8 % осіб, у тому числі 18,2 % дітей у віці до 18 років та 21,0 % осіб у віці 65 років та старших.
Цивільне працевлаштоване населення становило 258 осіб. Основні галузі зайнятості: освіта, охорона здоров'я та соціальна допомога — 24,0 %, виробництво — 21,3 %, будівництво — 13,6 %, роздрібна торгівля — 8,1 %.